# Sasha Barrese
Alexandra „Sasha“ Barrese (* 24. April 1981 in Maui, Hawaii) ist eine US-amerikanische Schauspielerin.

## Leben
Barrese wurde im Jahr 1981 als Tochter des US-amerikanischen Models Katherine Barrese, die außerdem noch als Schauspielerin tätig war, in Maui, Hawaii, geboren. Bis zu ihrem siebten Lebensjahr lebte sie zusammen mit ihrer Mutter in Paris, bevor sie in die USA umzogen. Weil sie mit ihrer Mutter, während sie noch in Frankreich lebte, bereits zu einigen Foto-Shootings reiste, konnte Barrese bereits in jungen Jahren Erfahrung im Showgeschäft sammeln. Bereits mit acht Jahren hatte sie, gemeinsam mit ihrer Mutter, ihre erste Filmrolle im amerikanischen Filmdrama Homer und Eddie.
Die beiden waren auch in den kommenden Jahren immer wieder zusammen zu sehen, wie z. B. als die jüngere und ältere Version des Charakters Jezebel im Film Jezebel’s Kiss (1990). Die 1,74 Meter große Barrese, die aufgrund ihrer Karriere sowie wechselnder Wohnorte in ihrer Schullaufbahn rund 15 Schulen besuchte, verschwand anschließend vorübergehend aus dem Filmgeschäft, bevor sie mit einer Nebenrolle in der überaus erfolgreichen Komödie American Pie – Wie ein heißer Apfelkuchen im Jahr 1999 zurückkehrte.
Seitdem war sie in einigen Kinofilmen und Fernsehserien zu sehen. Eine erste größere Serienrolle hatte sie von 2003 bis 2004 als Sally Franklin in der US-Sitcom Run of the House bekannt wurde, die auf dem US-Sender The WB ausgestrahlt wurde. Im deutschsprachigen Raum ist sie wahrscheinlich für ihre Rolle in der Komödienreihe Hangover am bekanntesten, in der sie Tracy Billings, die Braut und spätere Ehefrau von Justin Barthas Figur, verkörperte. 2010 war sie im Horrorfilm Let Me In zu sehen. Zuletzt trat sie 2013 in Hangover 3, dem letzten Teil der Hangover-Reihe, als Schauspielerin vor die Kamera (Stand: Januar 2024)
Ab den 2010er-Jahren trat Barrese als professionelle Spielerin, unter anderem beim Poker, in Erscheinung. Laut Statistiken hat sie rund 120.000 US-Dollar bei offiziellen Turnieren gewonnen.

## Filmografie (Auswahl)
- 1989: Homer und Eddie (Homer and Eddie)
- 1990: Tödliche Gier (Jezebel's Kiss)
- 1999: American Pie – Wie ein heißer Apfelkuchen (American Pie)
- 1999: Das Leben und Ich (Boy Meets World, Fernsehserie, eine Folge)
- 2000: Dropping Out
- 2000: Hellraiser V – Inferno (Hellraiser: Inferno)
- 2001: Natürlich blond (Legally Blonde)
- 2002: Ring (The Ring)
- 2002: Paranormal Girl (Fernsehfilm)
- 2002–2003: Just Shoot Me – Redaktion durchgeknipst (Just Shoot Me!, Fernsehserie, 3 Folgen)
- 2003–2004: Run of the House (Fernsehserie, 19 Folgen)
- 2004–2005: LAX (Fernsehserie, 9 Folgen)
- 2006: CSI: Miami (Fernsehserie, eine Folge)
- 2007: Drive (Fernsehserie, eine Folge)
- 2007: Full Dress (Kurzfilm)
- 2007: Carpoolers (Fernsehserie, eine Folge)
- 2007: Supernatural (Fernsehserie, eine Folge)
- 2009: Hangover (The Hangover)
- 2010: Let Me In
- 2010: Trauma (Fernsehserie, eine Folge)
- 2011: Hangover 2 (The Hangover: Part II)
- 2012: Leverage (Fernsehserie, Folge 4x16)
- 2013: Hangover 3 (The Hangover: Part III)